# Phalauda
Phalauda é uma cidade e uma nagar panchayat no distrito de Meerut, no estado indiano de Uttar Pradesh.

## Geografia
Phalauda está localizada a 29° 11′ N, 77° 49′ L. Tem uma altitude média de 221 metros (725 pés).

## Demografia
Segundo o censo de 2001, Phalauda tinha uma população de 17,200 habitantes. Os indivíduos do sexo masculino constituem 53% da população e os do sexo feminino 47%. Phalauda tem uma taxa de literacia de 49%, inferior à média nacional de 59.5%: a literacia no sexo masculino é de 59% e no sexo feminino é de 38%. Em Phalauda, 19% da população está abaixo dos 6 anos de idade.